# Histamenon

Histamenon este numele dat unei piese monetare bizantine de aur  pentru a o distinge de nomisma tetarteron, mai scurt, tetarteron, apărută prin 960 și cu o valoare ușor mai mică decât piesa standard, denumită atunci nomisma. Dacă cele două piese monetare se asemănau, ele se distingeau prin diferite aspecte. Histamenonul a devenit mai lată și mai subțire decât tetarteronul și a adoptat o formă concavă. Adesea, termenul prescurtat stamenon a fost utilizat până la dispariția sa în 1092. În următoarele două secole, histamenon a devenit numele dat pieselor monetare de cupru.

## Crearea

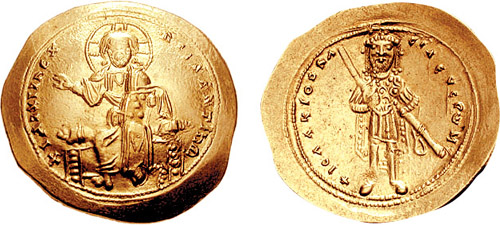
Histamenon emis sub Isaac I (1057-1059), cu formă concavă.

După Constantin cel Mare, principala monedă bizantină a fost solidus sau nomisma, ale cărei greutate și conținut de aur au rămas remarcabil de stabile de-a lungul secolelor. Totuși, împăratul Nicefor al II-lea Focas (963-969) a introdus o nouă monedă, cu două carate mai ușoară decât „nomisma” originală, cunoscută acum sub numele de „histamenon”.
Motivul exact pentru crearea tetarteronului rămâne neclar. Potrivit istoricului Ioan Zonaras, crearea acestei noi monede ar trebui să crească veniturile imperiale. În timp ce taxele erau plătite în histamenon, Imperiul își plătea propriile cheltuieli cu tetarteron, de valoare mai mică, deși era considerat oficial echivalent cu histamenon.
La început, era imposibil să se distingă vizual cele două monede. Doar greutatea este discriminatoare. În timpul domniei lui Vasile al II-lea (976-1025), tetarteronul a început să fie emis într-o formă mai mică și mai groasă, în timp ce histamenonul a devenit mai lat și mai subțire. Apoi, sub Constantin al VIII-lea (1025-1028), nu mai au aceeași iconografie. La mijlocul secolului al XI-lea, tetarteronul avea 18 milimetri în diametru și greutatea lui era în jur de 3,98 grame, sau cu trei carate mai puțin decât histamenonul, a cărui formă devenise concavă și care măsura 25 de milimetri lățime față de 20 de milimetri pentru nomisma originală. Sub domnia lui Mihail al IV-lea Paflagonianul (1034-1041) moneda a primit forma concavă, care a devenit predominantă sub Constantin al IX-lea (1042-1055). Aceste monede erau denumite histamena trachea sau pur și simplu trachea, la singular trachy.